# Claude Drevet
Pour les articles homonymes, voir Drevet.
Claude Drevet, né à Loire-sur-Rhône le 24 avril 1697 et mort à Paris le 23 décembre 1781, est un graveur français.

## Biographie
Claude Drevet était le quatrième des dix enfants de Floris Drevet, syndic et collecteur de la paroisse de Loire et d’Antoinette Bailly.
Neveu du célèbre graveur Pierre Drevet, il est employé dans l’atelier de ce dernier avec son cousin, Pierre-Imbert, depuis l’âge de neuf ans « pour se rendre habile dans l’art de la gravure ». Il serait donc arrivé vers 1706 à Paris. Avec son cousin, il copie des œuvres religieuses qui sont mises en vente sous le nom de son oncle, qui les vend dans sa boutique, « rue Saint-Jacques à l’Annonciation ».
On lui prête ainsi la transposition d'un « Christ aux anges », et une « Déposition de Croix » de Jean Jouvenet, gravée d’après le cuivre d’Alexis Loir. Cette estampe est la seule connue de Claude avant qu’il n’appose sa signature pour la première fois en 1718, alors qu’il avait vingt et un ans, sur le cuivre dit du Crucifix aux Anges ou Jésus-Christ sur la croix adoré par les anges, d’après la planche gravée en deux cuivres de Gérard Edelinck, elle-même d’après le tableau de Charles Le Brun.
En 1726, il s'installe aux galeries du Louvre, et réalise le Couronnement d’épines d’après Antoine Van Dyck (voir le tableau de van Dyck), avec encore l'adresse de la rue Saint Jaques « à l’anontiation [sic] » et le Saint Jean de Dieu, d’après Claude Guy Hallé. Trois ans plus tôt, il avait acquis une solide notoriété en gravant le portrait de Michel Robert Le Peletier des Forts, destiné célèbre recueil du Sacre de Louis XV.

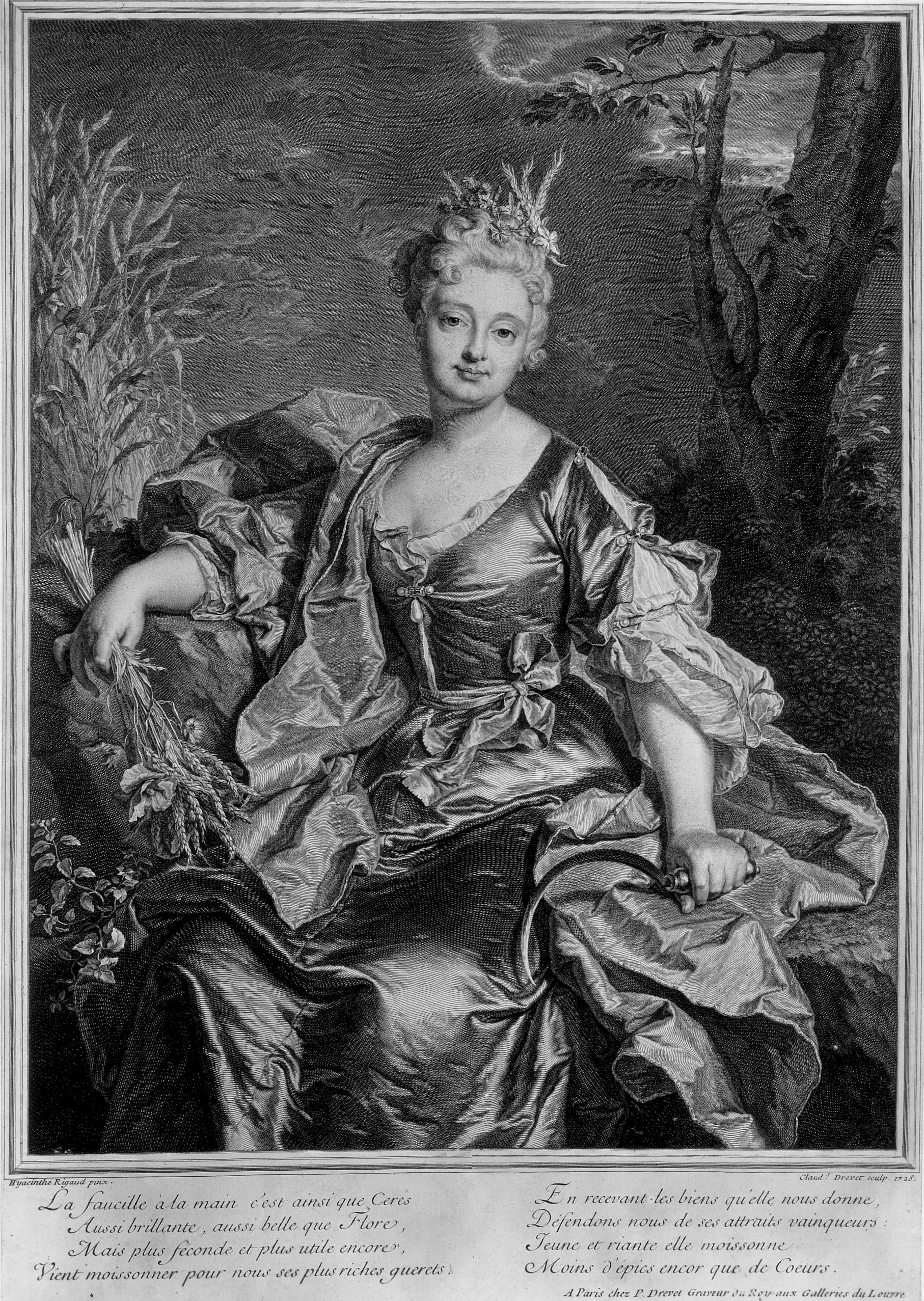
Portrait de Marguerite-Henriette de Labriffe d'après Hyacinthe Rigaud - 1733

On retrouve Claude Drevet, à 31 ans, en train de graver le portrait de Marguerite-Henriette de Labriffe d'après Hyacinthe Rigaud. Comme son oncle avant lui, Claude sera un interprète privilégié du peintre catalan. Ainsi, en 1730, il laisse parler tout son talent dans la planche figurant Philipp Ludwig Wenzel von Sinzendorf toujours d'après Rigaud. Deux ans avant la mort de son oncle, Drevet livre, en 1736, une exacte représentation du portrait que Hyacinthe Rigaud avait peint de l'archevêque de Paris, Charles Gaspard Guillaume de Vintimille du Luc.
Alors qu’il a gravé pendant toute sa vie chez son oncle, on ne peut attribuer véritablement à Claude Drevet que quatorze estampes. En 1739, à la mort de Pierre Imbert Drevet, et bien qu'il s'affuble du titre de « graveur ordinaire du roi » sur plusieurs actes et planches, la dite charge est attribuée à Simon Thomassin, le 19 mai 1739.
C'est tout de même sous ce titre qu'il épouse, le 15 novembre 1745, Catherine Guillemette Baudry, fille d'Alexandre, procureur au Châtelet et d'Anne Satenoy. Le contrat de mariage, passé devant les notaires Doyen et Leverrier en la demeure des Beaudry, paroisse Saint-Eustache le 18 octobre 1745 est signé de noms prestigieux, amis ou modèles : le maréchal de Saxe, le cardinal Henri Oswald de La Tour d'Auvergne, Charles Gaspard Guillaume de Vintimille du Luc, le lieutenant civil du Châtelet Jérôme d'Argouges de Fleury (1682–1767), conseiller du roi et ami des Drevet, et l’intendant des Bâtiments du roi, Jules Robert de Cotte. Sont également présents les botanistes Antoine et Bernard de Jussieu, Michel Audran, entrepreneur des tapisseries des Gobelins et un « Audran fils ».
À cette époque, Claude Drevet vit dans l'aisance, si l'on en croit l'état de ses biens à son mariage : outre le fruit de la location d'une maison héritée de son oncle, un peu plus de 20000 livres de fonds de rente sur les États du Languedoc, et 3000 de rente sur le collège d'Autun. Quelques  années plus tard, et avant 1769, le couple semble s'être séparé car Catherine Guillemette Baudry est domiciliée cette année-là, dans l’acte de succession de son père, à Saveure près d’Amiens.
Claude Drevet vécut principalement du commerce des estampes appartenant au fonds laissé par son oncle ainsi que des tirages du fonds de cuivres et de la vente de certains d’entre eux.
Le graveur était visiblement très lié au peintre Jean-Baptiste Greuze. Il est ainsi le  témoin, le 31 janvier 1759, à son mariage avec la fille du libraire de la rue Saint-Jacques, Anne-Gabrielle Babuty. Le 20 novembre suivant, à l’église Saint-Benoît, « Claude Drevet, graveur, demt aux Galeries du Louvre », tient sur les fonts baptismaux, Marie-Anne-Claudine, premier enfant de Greuze.
Le 14 mai 1764, Claude est encore parrain du second enfant de Greuze, Louise-Gabrielle. La marraine est Marie-Louise Desforge, épouse de Jean-Georges Wille, « graveur du roy, quay des Augustins ». Probablement offert par le peintre, Claude possédait un dessin de celui-ci, représentant « Un homme demandant l’aumône, accompagné de sa femme et de ses enfants, de dix-huit pouces de haut et quatorze pouces, huit lignes de large, [...] dessin à la plume et lavé au bistre et à l’encre de Chine sur papier blanc […] c’est un des plus beaux de ce maître ».
C'est le 15 septembre 1780 que Claude Drevet dépose son testament en l'étude de Maître Boulard, « étant devenu l’oncle respectable et vénéré à qui l’on envoie des produits régionaux ». Il meurt le 23 décembre 1781, à « six heures et demie du soir ». Un inventaire est dressé des biens qu’il laisse et les scellés sont apposés. L’inhumation a lieu le lendemain à Saint-Germain-l’Auxerrois en présence de son neveu du côté maternel, Claude Denis Monnaye, procureur au parlement, de son petit-neveu, Étienne Perrin et de Maître Antoine Marseille, son exécuteur testamentaire.
La vente du fonds de cuivres et d’estampes ainsi que des tableaux et dessins, constitué principalement par Pierre Drevet, est organisée par Joullain le fils, marchand d’estampes et de tableaux à Paris, le lundi 15 avril 1782 et les jours suivants, aux galeries du Louvre dans le logement du défunt. L'expert, dans la notice du catalogue de la vente dit de Drevet qu'« il joignait à une grande simplicité de mœurs une modestie bien rare dans un artiste aussi habile. » L’éditeur Bernard, libraire de l'École Polytechnique, quai des Augustins à Paris, avait acquis, selon Ambroise Firmin-Didot, un nombre important de cuivres.

## Fortune critique
Selon Portalis et Béraldi, « les Drevet laissaient un neveu et cousin, Claude Drevet, homme de premier mérite, pour continuer les grandes traditions de famille et de leur école de gravure [...]. »
Georges Duplessis, dans son Histoire de la gravure en France, estimait que « le respect religieux que les Drevet ont eu pour les peintures reproduites, une remarquable habileté de main qui se traduit dans la souplesse et la variété de leurs travaux, fins et serrés dans les chairs, larges et espacés dans les étones variété de tailles sagement fondues, et qui ne nuisent en rien à l'harmonie générale de l'œuvre. » Il avouait cependant sévèrement que Claude Drevet « continua avec succès la manière que ceux-ci avaient inaugurée ; mais, si ses estampes témoignent encore de la même habileté d'outil, elles sont cependant exécutées moins largement, et les portraits de Guillaume de Vintimille, archevêque de Paris, d'après H. Rigaud, et du Comte de Sinzendorf, d'après le même artiste, sont gravés d'une façon monotone qui empêche l'œil de saisir tout d'abord la partie saillante de l'estampe »
Pour Firmin-Didot, « Claude Drevet chercha à unir la fermeté du burin de son oncle à la finesse et à l'éclat de celui de son cousin l'influence de ce dernier est même frappante. Bien qu'il ne parvint point à les égaler, il n'en est pas moins un artiste d'un grand talent, et quoiqu'il ne fit pas d'élèves, il eut des imitateurs de sa manière tels que Daullé et ses élèves. »

## Œuvres
- D'après Antoine van Dyck :

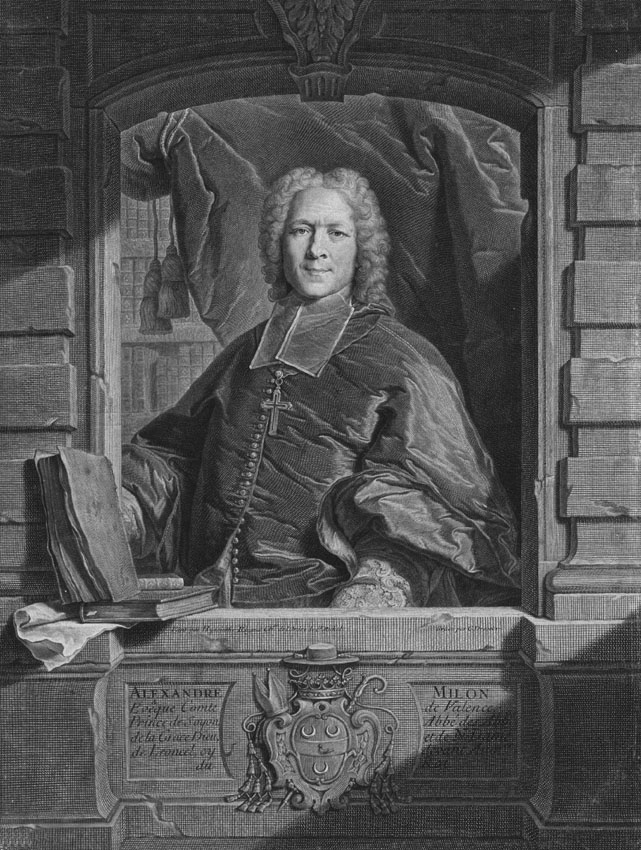
Portrait d'Alexandre Milon de Mesmes, évêque de Valence, d'après Hyacinthe Rigaud.

  - « Jésus-Christ couronné d'épines »
- D'après Charles Le Brun :
  - « Le Crucifix aux anges ou Jésus-christ sur la croix adoré par les anges »
- D'après Jean Jouvenet :
  - « La Déposition de Croix »
- D'après Claude Guy Hallé :
  - « Saint Jean de Dieu »
- D'après Pierre Dulin & Perrot
  - Portrait de Michel Robert Le Peletier des Forts
- D'après Hyacinthe Rigaud
  - Portrait de « Charles Gaspard Guillaume de Vintimille du Luc », archevêque de Paris
  - Portrait de « Philipp Ludwig Wenzel von Sinzendorf », envoyé de l'Empereur
  - Portrait d'Henri Oswald de la Tour d'Auvergne, cardinal d'Auvergne
  - Portrait d'Alexandre Milon de Mesme, évêque de Valence
  - Portrait de Marguerite-Henriette de Labriffe en Cérès
- D'après Adrien Leprieur
  - Portrait de François-Pierre Calvairac
- D'après Juste-Aurèle Meissonnier
  - Portrait de Jean Victor de Besenval de Brünstatt
- D'après Johann Rudolf I Huber (1668-1748)
  - Portrait de Christophe Steiger
- Divers
  - Les Armes du cardinal François de Mailly